# Pedro Madueño Palma
Pedro Madueño Palma (La Carlota, Còrdova, 1961) és un fotògraf espanyol.
Madueño va ser redactor gràfic de La Vanguardia des del 1983 fins al 2015. En 2015 va ser nomenat Director Adjunt de La Vanguardia amb responsabilitat sobre l'àrea d'imatge del diari. També ha exercit com a President del jurat del Premi Godó de Fotoperiodisme de la Fundació Conde de Barcelona. Ha estat professor associat de la Universitat Pompeu Fabra, i des de l'any 2008 imparteix classes de postgrau de fotoperiodisme a la Universitat Autònoma de Barcelona. És autor de la imatge oficial del príncep Felip de Borbó i Grècia entre els anys 2002 i 2010, i també signà l'any 2010 la imatge oficial del President de la Generalitat de Catalunya, Artur Mas. Va fotografiar Salvador Dalí durant els tres últims anys de la seva vida.
Pedro Madueño va començar la carrera com a fotògraf el 1975, però no va començar a publicar fins als quinze anys. Va tenir com a mestres Juan Guerrero i Eugeni Madueño. Ha col·laborat a Tele/eXpres,  Mundo Diario , El Noticiero Universal, El Periódico de Catalunya i Diari de Barcelona. És el creador de l'anomenada "foto del consens", que ha esdevingut una tradició a la premsa catalana. Des del 1984, el dia abans de cada jornada electoral Madueño i La Vanguardia han aconseguit unir en un mateix escenari els candidats de tots els partits, per a una foto conjunta.

## Exposicions
- 2009 Participa en l'exposició Monzó - Com triomfar a la vida. Centre d'Art Santa Mònica de Barcelona. Exposició organitzada pel Departament de Cultura i Mitjans de Comunicació de la Generalitat de Catalunya i la Institució de les Lletres Catalanes.[5]
- 2012 Pedro Madueño. Retrats periodístics. 1977-2012. Exposició retrospectiva. CaixaForum Barcelona. Comissari Julià Guillamon. Obra Social "la Caixa"[6]
- 2015 Exposició col·lectiva “Encara no. Sobre la reinvenció del documental i la crítica de la modernitat”. Comissari Jorge Ribalta. Museo Nacional Centro de Arte Reina Sofía.[7]
- 2015 “Pedro Madueño. Retrats periodístics. 1977-2015“. Exposició a CaixaForum Palma - Comissari Julià Guillamon.[8]
- 2015 “Pedro Madueño. Retrats periodístics. 1977-2015“. Exposició a CaixaForum Madrid- Comissari Julià Guillamon.[9]

## Premis
- 1985 1r premi FotoPres de la categoria Retrats. Fundació La Caixa[8]
- 1988 1r premi FotoPres de la categoria Natura. Fundació La Caixa[8]
- 1988 2n premi FotoPres de la categoria Retrats. Fundació La Caixa[8]
- 1990 3r premi FotoPres de la categoria Retrats. Fundació La Caixa[8]
- 1991 3r premi FotoPres de la categoria Retrats. Fundació La Caixa[8]
- 1991 2n premi FotoPres de la categoria Instantànies. Fundació La Caixa[8]
- 1993 1r premi FotoPres de la categoria Retrats. Fundació La Caixa[8]
- 1993 1r premi Benestar Social. Ajuntament de Barcelona
- 1993 Laus d'Or de fotografia. ADG-FAD[10]
- 1994 Award of Excellence Society of Newspaper Design.[8]
- 1996 Premi Godó de fotoperiodisme. Fundación Conde de Barcelona.[11]
- 2011 Primer premi de fotografía Vila Casas. Obra Ággelos. Fundació Vila Casas[12]